# 大日本沿海輿地全图

大日本沿海輿地全圖

大日本沿海輿地全圖是在江户时代后期，由伊能忠敬本人帶領團隊用步行方式，歷時17年共10次實際測量，是日本最早使用科學方式製作的地圖，測量工作於1816年完成，繪製工作至1821年完成。此图又称为《伊能图》，《伊能大图》 。

## 地图的制作
该地图是在1800年至1816年间作为江户幕府的一个项目而进行勘测和制作。
在当时，关于地球纬度的一度相当于子午线弧线的多少有各种理论。为了能够正确的测量这个这个长度，高橋志時向幕府推荐了伊能忠敬。由于当时的沙皇俄国南下政策的影响，幕府对当时的虾夷地（现北海道地区）加强沿海防御，在幕府也需要海岸線地圖的情況下，伊能忠敬获得了幕府許可，在宽政12年（1800年），开始了对虾夷地，北关东和东北地区的第一轮调查于测量。
享和元年（1801年），伊能忠敬在虾夷地调查的第二年，完成了对日本本州岛东海岸、东北部西海岸以及东海和北陆地区的海岸的调查。并且在文化元年（1804年），将调查结果整理出来，由69张大地图、3张中地图和1张小地图组成的日本东部地图提交给了幕府，供幕府德川家齐将军进行检阅。并且，计算得出一个子午线度的长度为28.2里（约110.74公里）。这与今天的测量数值相比，误差率极小，约为0.2%。
另外，伊能忠敬除了使用科學測量，以自己的雙腳精準一步90公分加強測量基础，地图的準確度得到幕府对其肯定，于是幕府对伊能忠敬的测量项目加大了支持的力度。并正式的将伊能忠敬聘请为幕府天文办公室的官员。且从文化2年（1805年）的第五次测量开始，该项目就直属于幕府之下。
伊能忠敬带领着团队调查了整个日本，只参与了前9次的调查，未參與最後一次調查，沒等到地圖完成，於文化15年（1818年）去世。地圖的繪製工作由伊能忠敬的老师高桥至时的儿子高桥景保（1785 - 1829）监督，于文政4年7月10日（1821年8月7日）完成了這份地图並上交幕府。

## 另見
- 地圖

## 外部連結
- 稚內伊能圖 （页面存档备份，存于）
- 中央廣播電台日本不思議》第一位完整呈現日本的人───向最夯的科學家伊能忠敬致敬(上) （页面存档备份，存于）